# УС Пистоезе 1921
Пистоезе (на италиански: Unione Sportiva Pistoiese 1921 s.r.l.) – италиански футболен клуб от гпад Пистоя, играещ в Серия D, пета по сила дивизия в шампшоната на Италия.

## История
Клуът е основан през 1921 г., няколко пъти в историята си е правил реорганизации, през 1937, 1945, 1988 и 2009 г. Домакинските си мачове играе на арена Марсело Мелани, с капацитет 13 000 зрители. Пистоезе само веднъж в историята си е играл в Серия А, през сезон 1980/81, и заема последното 16-о място. Във втората по сила дивизия на Италия отборът играе 23 сезона, в третата 30 сезона, в четвъртата 21 сезона, и в петата 5 сезона. Независимо от това, че Пистоезе никога не се е явяввал един от силните отбори, в него са играли един куп силни футболисти.

## Успехи
- Купа Арпинати:1

1926-1927

## Известни играчи
- Златан Муслимович — 30 мача за Босна и Херцеговина
- Масимилиано Алегри — по-късно известен треньор
- Луиджи Аполони — 15 мача за Италия, световен вицешампион
- Андреа Бардзали — 45 мача за Италия, световен шампион
- Мауро Белуджи — 32 мача за Италия
- Лидо Виери — 4 мача за Италия, Световен вицешампион, Европейски шампион
- Кристиано Дони — 7 мача за Италия
- Джузепе Досена — 38 мача за Италия
- Джан Пиеро Гасперини — впоследствие известен треньор
- Франческо Гуидолин — впоследствие известен треньор
- Никола Легроталие — 16 мача за Италия
- Федерико Мунерати — 4 мача за Италия
- Марчело Липи — впоследствие известен треньор, Световен шампион
- Марио Пициоло — 12 мача за Италия, Световен шампион

## Известни треньори
- Марчело Липи — Световен шампион
- Валтер Мадзари
- Морено Торичели — 10 мача за Италия

## Български футболисти
- Петър Жабов: 2002/03 - (13 мача - 1 гол)